# 奥州市立田原小学校
奥州市立田原小学校（おうしゅうしりつ たわらしょうがっこう）は、岩手県奥州市江刺にある公立小学校。

## 概要
1966年に、江刺市立石原小学校と同校原体分校、江刺市立小田代小学校を統合して誕生した小学校である。江刺市街地からは南東方向、標高85メートルの高台に立地する。校名に「田原」を冠しているのは、この地区一帯が1955年まで田原村だったことに由来しており、廃村後も地名に田原を名乗っていることから採用された。大田代小学校の統合以降は田原町全域を学区としており、学区内には田原の名を冠する田原地区センターや田原保育所などの施設が所在している。
現校舎は、2010年代初頭に建設した鉄筋コンクリート造2階建ての普通教室棟と鉄筋コンクリート造平屋建ての特別教室棟で構成される。白基調の角ばった外観は旧校舎のデザインを踏襲している。
児童数は、学区内の少子化や過疎化により2004年度の112人をピークに減少に転じている。2012年度からは複式学級が常態化し、一時期は全学年が複式学級編成だったものの、大田代小学校を統合した2022年度には10年振りに全学年が単独学級となった。

## 沿革
- 1966年（昭和41年）
  - 4月 - 江刺市立石原小学校・同校原体分校・江刺市立小田代小学校を統合して開校[12]。被統合校はそれぞれ「田原小学校〇〇校舎」へ移行。
  - 11月 - 現在地に新校舎を着工[4]。
- 1968年（昭和43年）
  - 4月 - 実質統合し、3校舎を統合（廃止）したうえで新校舎へ収容[12]。
  - 10月 - 新校舎落成式を挙行[12]。
- 1970年（昭和45年）
  - 3月 - 校歌（作詞：菊地規、作由：鷹觜洋一）を制定[12]。
  - 5月 - 校章を制定[12]。
- 1972年（昭和47年）7月 - プールを落成[12]。
- 1976年（昭和51年）10月 - 校庭を拡張[12]。
- 1979年（昭和54年）5月 - 国旗掲揚塔を設置[12]。
- 1982年（昭和57年）
  - 3月 - 体育館を落成[12]。
  - 大田代小学校との交流（青少年交流会）を開始[6]。
- 1985年（昭和60年）5月 - 校旗を樹立[12]。
- 1988年（昭和63年）1月 - 校庭を拡張[12]。
- 1989年（平成元年）12月 - 全国花いっぱいコンクールにて受賞「優良賞」[4]。
- 1990年（平成2年）5月 - 遊具を移動し、花壇を設置[4]。
- 1991年（平成3年）
  - 1月 - 全国花いっぱいコンクールにて受賞「優秀賞」[4]。
  - 10月 - 全国花いっぱいコンクールにて受賞「最優秀賞」[4]。
- 1992年（平成4年）11月 - 全国花いっぱいコンクールにて受賞「優秀賞」。観察池を設置[4]。
- 1993年（平成5年）10月 - 全国花いっぱいコンクールにて受賞「優秀賞」[4]。
- 1994年（平成6年）12月 - 全国花いっぱいコンクールにて受賞「優秀賞」[4]。
- 2005年（平成17年）4月 - 児童クラブを開設[4]。
- 2006年（平成18年）2月20日 - 市町村合併に伴い、所在地が奥州市江刺区田原となり「奥州市立」に改称。
- 2009年（平成21年）
  - 6月 - 新校舎を着工[2]。
  - 9月 - 学校図書館ボランティア「おはなしの森」を発足[12]。
- 2010年（平成22年）
  - 3月 - 普通教室棟と管理棟を落成[12]。
  - 4月 - 新校舎を使用開始。新校舎お披露目式を挙行[13]。
- 2011年（平成23年）
  - 2月 - 特別教室棟を落成[2]。
  - 3月11日 - 東北地方太平洋沖地震により各所が被災[14]。
  - 9月3日 - 新校舎落成式典を挙行[2]。
- 2012年度（平成24年度） - 新プールを落成[1]。
- 2013年（平成25年）6月 - 新プールを使用開始[12]。
- 2014年（平成26年）4月 - 校庭を拡張。特別支援学級（知的障がい）を開設[12]。
- 2015年（平成27年）4月 - 特別支援学級の知的障がい学級を廃止し、肢体不自由学級を開設[12]。
- 2018年（平成30年）4月1日 - 地域自治区の廃止に伴い、所在地が奥州市江刺田原に変更[15]。
- 2022年（令和4年）4月1日 - 奥州市立大田代小学校（奥州市江刺田原）を統合[16][10]。

## 教育目標
- 心豊かな子（豊かな心を育む）
- 自ら学ぶ子（確かな学力をつける）
- たくましい子（健康・安全・体力作り）

出典：

## 施設概要
主な施設を掲載。
- 校舎（2,037 m2） - 鉄筋コンクリート造2階建て
- 体育館（708 m2）
- 屋外プール（325 m2） - ステンレス造
- 校庭（10,532 m2）

## 児童・学級数
2000年度以降の児童数と学級数の推移。
| 年度                                                  | 児童数  | 増減 | 学級数 | 増減 | 出典   | 備考             |
| ----------------------------------------------------- | ------- | ---- | ------ | ---- | ------ | ---------------- |
| 2000（平成12）年度                                    | 100     |      | 6      |      | [ 18 ] |                  |
| 2001（平成13）年度                                    | 88      | －12 | 6      | 0    | [ 19 ] |                  |
| 2002（平成14）年度                                    | 100     | 12   | 6      | 0    | [ 20 ] |                  |
| 2003（平成15）年度                                    | 106     | 6    | 6      | 0    | [ 21 ] |                  |
| 2004（平成16）年度                                    | 112     | 6    | 6      | 0    | [ 22 ] |                  |
| 2005（平成17）年度                                    | 109     | －3  | 6      | 0    | [ 23 ] |                  |
| 2006（平成18）年度                                    | 105     | －4  | 6      | 0    | [ 24 ] | 開校40周年       |
| 2007（平成19）年度                                    | 105     | 0    | 6      | 0    | [ 25 ] |                  |
| 2008（平成20）年度                                    | 87      | －18 | 6      | 0    | [ 26 ] |                  |
| 2009（平成21）年度                                    | 82      | －5  | 6      | 0    | [ 27 ] |                  |
| 2010（平成22）年度                                    | 75      | －7  | 6      | 0    | [ 28 ] |                  |
| 2011（平成23）年度                                    | 65      | －10 | 6      | 0    | [ 29 ] |                  |
| 2012（平成24）年度                                    | 58      | －7  | 5      | －1  | [ 11 ] | 複式学級設置     |
| 2013（平成25）年度                                    | 52      | －6  | 5      | 0    | [ 11 ] |                  |
| 2014（平成26）年度                                    | 50（1） | －2  | 6（1） | 1    | [ 11 ] | 特別支援学級設置 |
| 2015（平成27）年度                                    | 46（1） | －4  | 5（1） | －1  | [ 11 ] |                  |
| 2016（平成28）年度                                    | 37（1） | －9  | 4（1） | －1  | [ 11 ] | 開校50周年       |
| 2017（平成29）年度                                    | 43（1） | 6    | 5（1） | 1    | [ 11 ] |                  |
| 2018（平成30）年度                                    | 45（1） | 2    | 5（1） | 0    | [ 11 ] |                  |
| 2019（令和元）年度                                    | 44（1） | －1  | 5（1） | 0    | [ 11 ] |                  |
| 2020（令和2）年度                                     | 41      | －3  | 5      | 0    | [ 11 ] |                  |
| 2021（令和3）年度                                     | 45      | 4    | 4      | －1  | [ 11 ] |                  |
| 2022（令和4）年度                                     | 66（1） | 21   | 7（1） | 3    | [ 11 ] | 大田代小を統合   |
| 2023（令和5）年度                                     | 62（2） | －4  | 8（2） | 1    | [ 30 ] |                  |
| ※児童数・学級数内の括弧は特別支援児童・学級数（内数） |         |      |        |      |        |                  |

## 学区
- 奥州市江刺田原（全域）
  - 田原第1区 - 第9区

出典：

## 進学先の中学校
- 奥州市立江刺第一中学校（奥州市江刺岩谷堂）[7]

## アクセス
国道456号沿い、江刺カントリー倶楽部のそばに位置している。

### バス
- 「田原小学校前」バス停（奥州市営バス）から徒歩で約1分

### 自動車
- 国道456号と国道397号の交差点（江刺田原字沢田前）から国道456号経由で約2分
- 国道456号と県道251号の交差点（江刺田原字大日前）から国道456号経由で約2分

## 周辺
- 国道456号
- 江刺カントリー倶楽部
- 岩手県南家畜市場